# Statistiche e record di David Ferrer
| Finali in carriera                                                |                     |       |       |     |     |
| Specialità                                                        | Categoria           | Vinte | Perse | Tot | V % |
| Singolare                                                         | Grande Slam         | –     | 1     | 1   | 0%  |
| Singolare                                                         | Olimpiadi estive    | –     | –     | –   | –   |
| Singolare                                                         | Torneo di fine anno | –     | 1     | 1   | 0%  |
| Singolare                                                         | ATP Masters 10001   | 1     | 6     | 7   | 14% |
| Singolare                                                         | ATP Tour 500        | 10    | 9     | 19  | 52% |
| Singolare                                                         | ATP Tour 250        | 16    | 8     | 24  | 67% |
| Singolare                                                         | Totale              | 27    | 25    | 52  | 52% |
| Doppio                                                            | Grande Slam         | –     | –     | –   | –   |
| Doppio                                                            | Olimpiadi estive    | –     | –     | –   | –   |
| Doppio                                                            | Torneo di fine anno | –     | –     | –   | –   |
| Doppio                                                            | ATP Masters 10001   | –     | –     | –   | –   |
| Doppio                                                            | ATP Tour 500        | –     | –     | –   | –   |
| Doppio                                                            | ATP Tour 250        | 2     | 1     | 3   | 67% |
| Doppio                                                            | Totale              | 2     | 1     | 3   | 67% |
| Totale                                                            | Totale              | 29    | 26    | 55  | 53% |
| 1 Conosciuti in precedenza come "ATP Masters Series" (2004–2008). |                     |       |       |     |     |

In questa pagina sono riportate le statistiche e i record realizzati da David Ferrer durante la carriera tennistica.

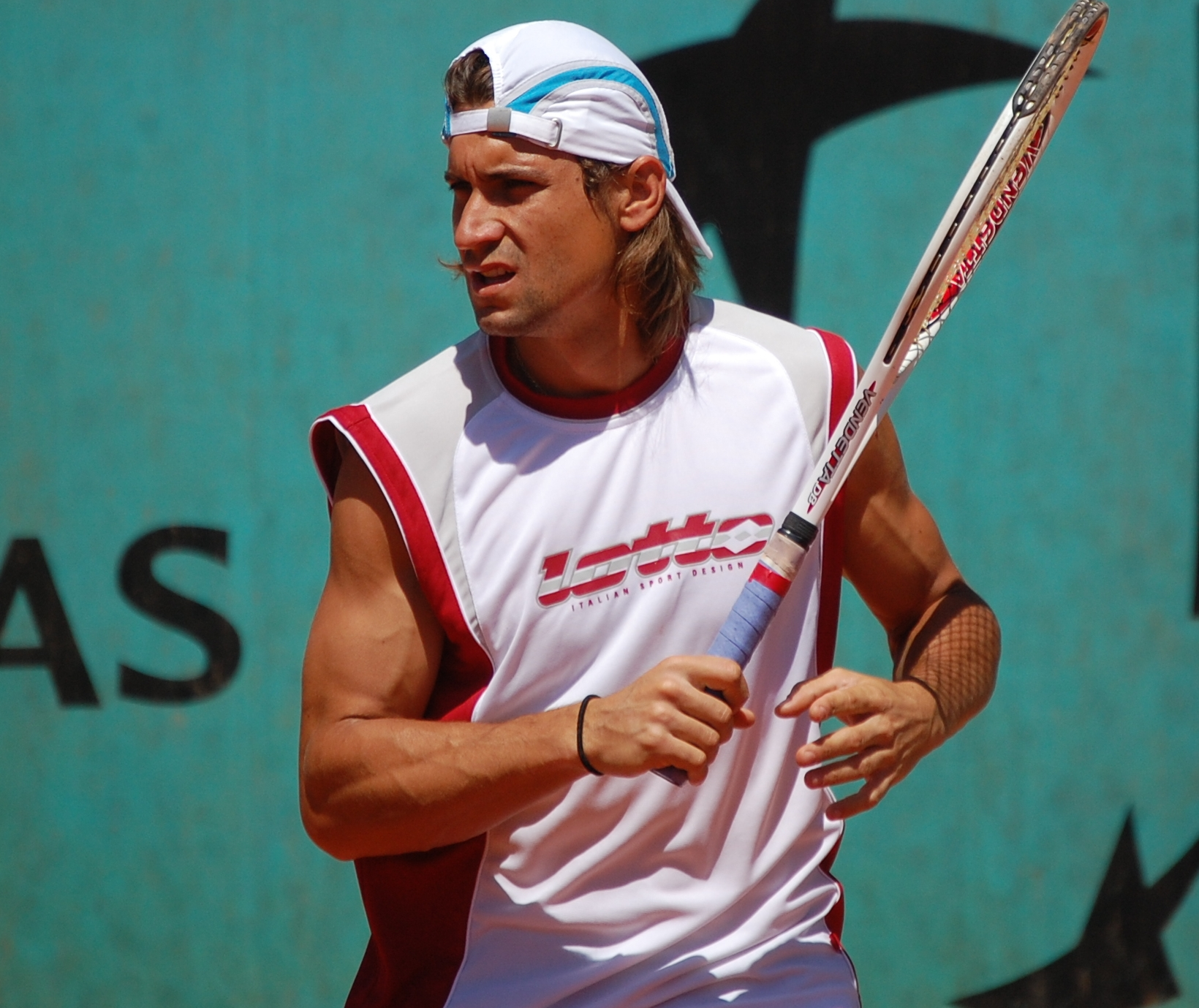
David Ferrer al Roland Garros nel 2009

## Statistiche

### Singolare

#### Vittorie (27)
| Legenda singolare                                       |
| Grande Slam (0)                                         |
| ATP World Tour Finals (0)                               |
| ATP Masters Series / ATP Masters 1000 (1)               |
| ATP International Series Gold / ATP World Tour 500 (10) |
| ATP International Series / ATP World Tour 250 (16)      |

| Legenda superfici |
| Cemento (12)      |
| Terra (13)        |
| Erba (2)          |

| Numero | Data              | Torneo                                           | Superficie  | Avversario in finale  | Punteggio                  |
| ------ | ----------------- | ------------------------------------------------ | ----------- | --------------------- | -------------------------- |
| 1.     | 15 settembre 2002 | Romanian Open, Bucarest                          | Terra rossa | José Acasuso          | 6-3, 6-2                   |
| 2.     | 23 luglio 2006    | Stuttgart Open, Stoccarda                        | Terra rossa | José Acasuso          | 6-4, 3-6, 6(3)-7, 7-5, 6-4 |
| 3.     | 14 gennaio 2007   | Auckland Open, Auckland (1)                      | Cemento     | Tommy Robredo         | 6-4, 6-2                   |
| 4.     | 15 luglio 2007    | Swedish Open, Båstad (1)                         | Terra rossa | Nicolás Almagro       | 6-1, 6-2                   |
| 5.     | 8 ottobre 2007    | Japan Open Tennis Championships, Tokyo           | Cemento     | Richard Gasquet       | 6-1, 6-2                   |
| 6.     | 20 aprile 2008    | Open de Tenis Comunidad Valenciana, Valencia (1) | Terra rossa | Nicolás Almagro       | 4-6, 6-2, 7-6(2)           |
| 7.     | 21 giugno 2008    | Rosmalen Open, 's-Hertogenbosch (1)              | Erba        | Marc Gicquel          | 6-4, 6-2                   |
| 8.     | 27 febbraio 2010  | Abierto Mexicano de Tenis, Acapulco (1)          | Terra rossa | Juan Carlos Ferrero   | 6-3, 3-6, 6-1              |
| 9.     | 7 novembre 2010   | Open de Tenis Comunidad Valenciana, Valencia (2) | Cemento (i) | Marcel Granollers     | 7-5, 6-3                   |
| 10.    | 15 gennaio 2011   | Auckland Open, Auckland (2)                      | Cemento     | David Nalbandian      | 6-3, 6-2                   |
| 11.    | 26 febbraio 2011  | Abierto Mexicano de Tenis, Acapulco (2)          | Terra rossa | Nicolás Almagro       | 7-6(4), 6(2)-7, 6-2        |
| 12.    | 14 gennaio 2012   | Auckland Open, Auckland (3)                      | Cemento     | Olivier Rochus        | 6-3, 6-4                   |
| 13.    | 26 febbraio 2012  | Argentina Open, Buenos Aires (1)                 | Terra rossa | Nicolás Almagro       | 4-6, 6-3, 6-2              |
| 14.    | 3 marzo 2012      | Abierto Mexicano de Tenis, Acapulco (3)          | Terra rossa | Fernando Verdasco     | 6-1, 6-2                   |
| 15.    | 23 giugno 2012    | Rosmalen Open, 's-Hertogenbosch (2)              | Erba        | Philipp Petzschner    | 6-3, 6-4                   |
| 16.    | 15 luglio 2012    | Swedish Open, Båstad (2)                         | Terra rossa | Nicolás Almagro       | 6-2, 6-2                   |
| 17.    | 28 ottobre 2012   | Open de Tenis Comunidad Valenciana, Valencia (3) | Cemento (i) | Aleksandr Dolhopolov  | 6-1, 3-6, 6-4              |
| 18.    | 4 novembre 2012   | Paris Masters, Parigi                            | Cemento (i) | Jerzy Janowicz        | 6-4, 6-3                   |
| 19.    | 12 gennaio 2013   | Auckland Open, Auckland (4)                      | Cemento     | Philipp Kohlschreiber | 7-6(5), 6-1                |
| 20.    | 24 febbraio 2013  | Argentina Open, Buenos Aires (2)                 | Terra rossa | Stan Wawrinka         | 6-4, 3-6, 6-1              |
| 21.    | 16 febbraio 2014  | Argentina Open, Buenos Aires (3)                 | Terra rossa | Fabio Fognini         | 6-4, 6-3                   |
| 22.    | 10 gennaio 2015   | Qatar Open ATP, Doha                             | Cemento     | Tomáš Berdych         | 6-4, 7-5                   |
| 23.    | 22 febbraio 2015  | Rio Open, Rio de Janeiro                         | Terra rossa | Fabio Fognini         | 6-2, 6-3                   |
| 24.    | 1º marzo 2015     | Abierto Mexicano de Tenis, Acapulco (4)          | Cemento     | Kei Nishikori         | 6-3, 7-5                   |
| 25.    | 4 ottobre 2015    | Malaysian Open, Kuala Lumpur                     | Cemento (i) | Feliciano López       | 7-5, 7-5                   |
| 26.    | 25 ottobre 2015   | Vienna Open, Vienna                              | Cemento (i) | Steve Johnson         | 4-6, 6-4, 7-5              |
| 27.    | 23 luglio 2017    | Swedish Open, Båstad (3)                         | Terra rossa | Aleksandr Dolhopolov  | 6-4, 6-4                   |

#### Finali perse (25)
| Legenda singolare                                      |
| Grande Slam (1)                                        |
| ATP World Tour Finals (1)                              |
| ATP Masters Series / ATP Masters 1000 (6)              |
| ATP International Series Gold / ATP World Tour 500 (9) |
| ATP International Series / ATP World Tour 250 (8)      |

| Numero | Data             | Torneo                                       | Superficie  | Avversario in finale | Punteggio           |
| ------ | ---------------- | -------------------------------------------- | ----------- | -------------------- | ------------------- |
| 1.     | 21 luglio 2002   | Croatia Open Umag, Umago                     | Terra rossa | Carlos Moyá          | 2-6, 3-6            |
| 2.     | 4 agosto 2003    | Sopot Open, Sopot                            | Terra rossa | Guillermo Coria      | 5-7, 1-6            |
| 3.     | 10 aprile 2005   | Open de Tenis Comunidad Valenciana, Valencia | Terra rossa | Igor' Andreev        | 3-6, 7-5, 3-6       |
| 4.     | 18 novembre 2007 | Tennis Masters Cup, Shanghai                 | Cemento (i) | Roger Federer        | 2-6, 3-6, 2-6       |
| 5.     | 4 maggio 2008    | Barcelona Open, Barcellona (1)               | Terra rossa | Rafael Nadal         | 1-6, 6-4, 1-6       |
| 6.     | 28 febbraio 2009 | Dubai Tennis Championships, Dubai            | Cemento     | Novak Đoković        | 5-7, 3-6            |
| 7.     | 26 aprile 2009   | Barcelona Open, Barcellona (2)               | Terra rossa | Rafael Nadal         | 2-6, 5-7            |
| 8.     | 21 febbraio 2010 | Argentina Open, Buenos Aires                 | Terra rossa | Juan Carlos Ferrero  | 7-5, 4-6, 3-6       |
| 9.     | 2 maggio 2010    | Internazionali d'Italia, Roma                | Terra rossa | Rafael Nadal         | 5-7, 2-6            |
| 10.    | 11 ottobre 2010  | China Open, Pechino                          | Cemento     | Novak Đoković        | 2-6, 4-6            |
| 11.    | 17 aprile 2011   | Monte Carlo Masters, Monaco                  | Terra rossa | Rafael Nadal         | 4-6, 5-7            |
| 12.    | 24 aprile 2011   | Barcelona Open, Barcellona (3)               | Terra rossa | Rafael Nadal         | 2-6, 4-6            |
| 13.    | 17 luglio 2011   | Swedish Open, Båstad                         | Terra rossa | Robin Söderling      | 2-6, 2-6            |
| 14.    | 16 ottobre 2011  | Shanghai Masters, Shanghai                   | Cemento     | Andy Murray          | 5-7, 4-6            |
| 15.    | 29 aprile 2012   | Barcelona Open, Barcellona (4)               | Terra rossa | Rafael Nadal         | 6(1)-7, 5-7         |
| 16.    | 2 marzo 2013     | Abierto Mexicano de Tenis, Acapulco          | Terra rossa | Rafael Nadal         | 0-6, 2-6            |
| 17.    | 31 marzo 2013    | Miami Open, Miami                            | Cemento     | Andy Murray          | 6-2, 4-6, 6(1)-7    |
| 18.    | 5 maggio 2013    | Estoril Open, Estoril                        | Terra rossa | Stan Wawrinka        | 1-6, 4-6            |
| 19.    | 9 giugno 2013    | Roland Garros, Parigi                        | Terra rossa | Rafael Nadal         | 3-6, 2-6, 3-6       |
| 20.    | 20 ottobre 2013  | Stockholm Open, Stoccolma                    | Cemento (i) | Grigor Dimitrov      | 6-2, 3-6, 4-6       |
| 21.    | 27 ottobre 2013  | Valencia Open 500, Valencia                  | Cemento (i) | Michail Južnyj       | 3-6, 5-7            |
| 22.    | 3 novembre 2013  | Paris Masters, Parigi                        | Cemento (i) | Novak Đoković        | 5-7, 5-7            |
| 23.    | 20 luglio 2014   | German Open Hamburg, Amburgo                 | Terra rossa | Leonardo Mayer       | 7-6(3), 1-6, 6(4)-7 |
| 24.    | 18 agosto 2014   | Cincinnati Open, Cincinnati                  | Cemento     | Roger Federer        | 3-6, 6-1, 2-6       |
| 25.    | 19 ottobre 2014  | Vienna Open, Vienna                          | Cemento (i) | Andy Murray          | 7-5, 2-6, 5-7       |

### Doppio

#### Vittorie (2)
| Legenda doppio                                         |
| Grande Slam (0)                                        |
| ATP World Tour Finals (0)                              |
| ATP Masters Series / ATP Masters 1000 (0)              |
| ATP International Series Gold / ATP World Tour 500 (0) |
| ATP International Series / ATP World Tour 250 (2)      |

| Numero | Data             | Torneo                              | Superficie  | Compagno         | Avversari in finale           | Punteggio     |
| 1.     | 31 gennaio 2005  | Chile Open, Viña del Mar            | Terra rossa | Santiago Ventura | Gastón Etlis Martín Rodríguez | 6-3, 6-4      |
| 2.     | 21 febbraio 2005 | Abierto Mexicano de Tenis, Acapulco | Terra rossa | Santiago Ventura | Jiří Vaněk Tomáš Zíb          | 4-6, 6-1, 6-4 |

#### Finali perse (1)
| Legenda doppio                                         |
| Grande Slam (0)                                        |
| ATP World Tour Finals (0)                              |
| ATP Masters Series / ATP Masters 1000 (0)              |
| ATP International Series Gold / ATP World Tour 500 (0) |
| ATP International Series / ATP World Tour 250 (1)      |

| Numero | Data            | Torneo                              | Superficie  | Compagno         | Avversari in finale        | Punteggio |
| 1.     | 31 gennaio 2003 | Abierto Mexicano de Tenis, Acapulco | Terra rossa | Fernando Vicente | Mark Knowles Daniel Nestor | 3-6, 3-6  |

### Statistiche vittorie
- 27 vittorie, di cui:
  - 1 nel 2002, 1 nel 2006, 3 nel 2007, 2 nel 2008,  2 nel 2010, 2 nel 2011, 7 nel 2012, 2 nel 2013, 1 nel 2014, 5 nel 2015 e 1 nel 2017;
  - 5 su cemento indoor, 7 su cemento outdoor, 2 su erba e 13 su terra;

e:
- 1 torneo Master Series (nel 2012);

### Risultati in progressione
Statistiche aggiornate al definitivo
| Sigla | Risultato               |
| ----- | ----------------------- |
| V     | Vincitore               |
| F     | Finalista               |
| SF    | Semifinalista           |
| O     | Oro olimpico            |
| A     | Argento olimpico        |
| SF    | Bronzo olimpico         |
| QF    | Quarti di Finale        |
| 4T    | Quarto turno            |
| 3T    | Terzo turno             |
| 2T    | Secondo turno           |
| 1T    | Primo turno             |
| RR    | Round Robin             |
| LQ    | Turno di qualificazione |
| A     | Assente                 |
| ND    | Non disputato           |

| Legenda superfici    |
| -------------------- |
| Cemento              |
| Terra battuta        |
| Erba                 |
| Superficie variabile |

| Tornei Grande Slam    |     |               |               |               |       |                        |                        |                        |                        |               |               |               |         |               |               |               |         |               |               |               |         |
| Australian Open       | A   | A             | A             | 1T            | 2T    | 1T                     | 4T                     | 4T                     | QF                     | 3T            | 2T            | SF            | QF      | SF            | QF            | 4T            | QF      | 3T            | 1T            | A             | 41–16   |
| Open di Francia       | A   | A             | LQ            | 2T            | 2T    | QF                     | 3T                     | 3T                     | QF                     | 3T            | 3T            | 4T            | SF      | F             | QF            | QF            | QF      | 2T            | 1T            | A             | 44-16   |
| Wimbledon             | A   | A             | A             | 2T            | 2T    | 1T                     | 4T                     | 2T                     | 3T                     | 3T            | 4T            | 4T            | QF      | QF            | 2T            | A             | 2T      | 3T            | 1T            | A             | 28–15   |
| US Open               | A   | A             | A             | 1T            | 1T    | 3T                     | 3T                     | SF                     | 3T                     | 2T            | 4T            | 4T            | SF      | QF            | 3T            | 3T            | 3T      | 1T            | 1T            | A             | 32–16   |
| Vittorie-Sconfitte    | 0–0 | 0–0           | 0–0           | 2–4           | 3–4   | 6–4                    | 10–4                   | 11–4                   | 12–4                   | 7–4           | 9–4           | 14-4          | 18-4    | 19-4          | 10-4          | 9-3           | 10-4    | 5-4           | 0-4           | 0-0           | 145–63  |
| World Tour Finals     |     |               |               |               |       |                        |                        |                        |                        |               |               |               |         |               |               |               |         |               |               |               |         |
| ATP World Tour Finals | A   | A             | A             | A             | A     | A                      | A                      | F                      | A                      | A             | RR            | SF            | RR      | RR            | RR            | RR            | A       | A             | A             | A             | 8–14    |
| Coppa Davis           |     |               |               |               |       |                        |                        |                        |                        |               |               |               |         |               |               |               |         |               |               |               |         |
| Coppa Davis           | A   | A             | A             | A             | A     | A                      | PO                     | QF                     | V                      | V             | QF            | V             | F       | A             | A             | ZE            | PO      | A             | QF            | A             | 28–5    |
| Giochi Olimpici       |     |               |               |               |       |                        |                        |                        |                        |               |               |               |         |               |               |               |         |               |               |               |         |
| Giochi Olimpici       | A   | Non disputati | Non disputati | Non disputati | A     | Non disputati          | Non disputati          | Non disputati          | 1T                     | Non disputati | Non disputati | Non disputati | 3T      | Non disputati | Non disputati | Non disputati | 2T      | Non disputati | Non disputati | Non disputati | 3–3     |
| ATP Masters 1000      |     |               |               |               |       |                        |                        |                        |                        |               |               |               |         |               |               |               |         |               |               |               |         |
| Indian Wells          | A   | A             | A             | 1T            | 1T    | 3T                     | 2T                     | QF                     | 3T                     | 4T            | 2T            | 2T            | 3T      | 2T            | A             | 3T            | A       | A             | 3T            | A             | 11-13   |
| Miami                 | A   | A             | A             | 1T            | 1T    | SF                     | SF                     | 4T                     | 2T                     | 4T            | 4T            | QF            | QF      | F             | 4T            | QF            | 3T      | 2T            | 3T            | 3T            | 34–17   |
| Monte Carlo           | A   | A             | A             | 1T            | A     | QF                     | QF                     | QF                     | QF                     | 3T            | SF            | F             | 2T      | A             | SF            | QF            | A       | A             | A             | A             | 26–11   |
| Roma                  | A   | A             | A             | 2T            | 3T    | SF                     | 1T                     | 1T                     | 2T                     | 1T            | F             | A             | SF      | QF            | QF            | SF            | 3T      | 2T            | 1T            | A             | 24-15   |
| Madrid                | A   | A             | LQ            | 2T            | 1T    | QF                     | 2T                     | 2T                     | 2T                     | 2T            | SF            | QF            | QF      | QF            | SF            | QF            | 3T      | 3T            | A             | 2T            | 23-16   |
| Montréal/Toronto      | A   | A             | A             | A             | 2T    | 2T                     | 1T                     | 2T                     | 3T                     | 2T            | 1T            | A             | A       | 2T            | QF            | A             | A       | 3T            | 1T            | A             | 9–11    |
| Cincinnati            | A   | A             | A             | A             | 1T    | 2T                     | QF                     | QF                     | 2T                     | 3T            | 3T            | 3T            | 2T      | 3T            | F             | A             | 1T      | SF            | 1T            | A             | 21–14   |
| Shanghai              | ND  | ND            | ND            | ND            | ND    | Non ATP Masters Series | Non ATP Masters Series | Non ATP Masters Series | Non ATP Masters Series | 2T            | 3T            | F             | A       | 3T            | QF            | 2T            | 1T      | A             | A             | A             | 10–7    |
| Parigi                | A   | A             | A             | A             | 1T    | QF                     | 2T                     | QF                     | 2T                     | A             | 3T            | QF            | V       | F             | QF            | SF            | 2T      | 1T            | A             | A             | 21-12   |
| Amburgo               | A   | A             | A             | 1T            | QF    | 1T                     | QF                     | QF                     | 3T                     | ATP 500       | ATP 500       | ATP 500       | ATP 500 | ATP 500       | ATP 500       | ATP 500       | ATP 500 | ATP 500       | ATP 500       | ATP 500       | 10–6    |
| Vittorie-Sconfitte    | 0–0 | 0–0           | 0–0           | 2–6           | 6–8   | 20–9                   | 13–9                   | 17–9                   | 5–9                    | 11–8          | 20-9          | 17-7          | 14-6    | 13-8          | 20-8          | 14-7          | 5-6     | 8-6           | 2-5           | 3-2           | 189-122 |
| Statistiche Carriera  |     |               |               |               |       |                        |                        |                        |                        |               |               |               |         |               |               |               |         |               |               |               |         |
| Finali ATP World Tour | 0   | 0             | 2             | 1             | 0     | 1                      | 1                      | 4                      | 3                      | 2             | 5             | 6             | 8       | 9             | 4             | 5             | 0       | 1             | 0             | 0             | 52      |
| Tornei ATP vinti      | 0   | 0             | 1             | 0             | 0     | 0                      | 1                      | 3                      | 2                      | 0             | 2             | 2             | 7       | 2             | 1             | 5             | 0       | 1             | 0             | 0             | 27      |
| Vittorie-Sconfitte    | 0–0 | 0–0           | 10–6          | 20–27         | 29–31 | 43–29                  | 41–26                  | 61–23                  | 44–23                  | 45–23         | 60–24         | 59-19         | 76-15   | 60-24         | 54-24         | 55-16         | 36-22   | 24-21         | 9-18          | 8-6           | 734-377 |
| Ranking di fine anno  | 406 | 209           | 59            | 71            | 49    | 14                     | 14                     | 5                      | 12                     | 17            | 7             | 5             | 5       | 3             | 10            | 7             | 21      | 37            | 125           | 144           | N/A     |